# コンテンツ権利保護専用方式
コンテンツ権利保護専用方式（コンテンツけんりほごせんようほうしき）または地上RMP方式 (RMP : Rights Management and Protection) とは、DRMの一種で、地上放送RMP管理センターが運用・管理するコンテンツ保護の方式。日本の地上デジタルテレビ放送において、2012年8月より順次運用が開始された。
電波産業会の標準規格・技術資料において「コンテンツ保護方式」と定義されており、B-CASのARIB限定受信方式に対して、ARIBコンテンツ保護方式とも呼ばれる。

## 導入背景
B-CASは、日本におけるBSデジタル放送開始に併せて、BS等を通して放送される各種有料放送の限定受信を目的として導入されたが、後にコンテンツの保護を目的として、地上デジタル放送を含む無料民放等にも転用された。公正取引委員会は、これらのカード発行を私企業であるB-CAS社が独占しており、特に新規参入を阻んでいる点が独禁法違反に当たる疑いがあると指摘していた。
上述の問題に加えて、ARIBに準拠しない、いわゆる無反応チューナーが登場した事から、既存のデジタル放送の暗号化に対する疑問が寄せられ、地上デジタル放送のコンテンツ権利保護に係る社会的コスト等の観点も絡めて、B-CASの運用の見直しが検討された。
これらの検討を踏まえて、地上デジタル放送のコンテンツ保護を担う新しい仕組みとして、地上RMP方式が導入された。但し、BSデジタル放送等の無料放送には利用されない。

## B-CAS方式との比較
いずれも日本のデジタルテレビ放送で利用されるスクランブル方式である。当初のB-CAS方式は、有料放送を対象とした限定受信を目的としており、後に無料放送等のコンテンツの権利保護等に転用された。これに対し、地上RMP方式は、当初より無料放送を主とした地上テレビ放送を対象としており、コンテンツの権利保護を主目的としている。

### 対象の放送
- B-CAS方式 : BSデジタル放送、東経110度CSデジタル放送、地上デジタルテレビ放送
- 地上RMP方式 : 地上デジタルテレビ放送のみ

### 標準規格と技術資料
いずれも ARIB STD-B25、ARIB TB-14等で標準化・規定される。

### 実装
B-CASがICカードを採用しているのに対して、地上RMP方式はソフトウェアにより実装される。

### 処理能力
B-CASカードは同時に2サービスを処理可能である（後発品は無料放送のみ4サービス同時処理が可能だが、規格化されていない）。地上RMP方式はソフトウエアで処理するので、プロセッサの処理能力に応じて幾つでもサービスを同時処理できる。これは、搭載可能なチューナーユニット数の制限緩和を意味する。

### 法的な位置付け
一般的に、B-CASがアクセス制御に分類されるのに対して、地上RMP方式はコピー制御を目的とした技術である。但し、日本放送協会や日本民間放送連盟等の放送事業者を中心に、B-CASはアクセス制御とコピー制御を併せもつものと位置付けるべきとする主張がある。